# Trigonotis delicatula
Trigonotis delicatula är en strävbladig växtart som beskrevs av Handel-mazzetti. Trigonotis delicatula ingår i släktet Trigonotis och familjen strävbladiga växter. Inga underarter finns listade i Catalogue of Life.